# Астерма
Астерма (Ястерма) — река в России, протекает в Кинешемском районе Ивановской области. Устье реки находится в 17 км по правому берегу реки Кинешемка. Длина реки составляет 12 км.
Исток реки восточнее деревни Шихово в 12 км к югу от Кинешмы. Река течёт на запад, протекает деревни Шихово, Фоминское, Семенково, Денисиха, Ермачиха, Доброхотово, Сидеряха. Впадает в Кинешемку у деревень Богот и Петрищево.

## Данные водного реестра
По данным государственного водного реестра России относится к Верхневолжскому бассейновому округу, водохозяйственный участок реки — Волга от города Кострома до Горьковского гидроузла (Горьковское водохранилище), без реки Унжа, речной подбассейн реки — Волга ниже Рыбинского водохранилища до впадения Оки. Речной бассейн реки — (Верхняя) Волга до Куйбышевского водохранилища (без бассейна Оки).
По данным геоинформационной системы водохозяйственного районирования территории РФ, подготовленной Федеральным агентством водных ресурсов:
- Код водного объекта в государственном водном реестре — 08010300412110000013605
- Код по гидрологической изученности (ГИ) — 110001360
- Код бассейна — 08.01.03.004
- Номер тома по ГИ — 10
- Выпуск по ГИ — 0